# بطاقة الهوية المولدافية
بطاقة الهوية المولدافية (بالرومانية:  buletin de identitate)‏ هي وثيقة هوية إلزامية صادرة في جمهورية مولدوفا. يجب أن يكون لدى كل مواطن مولدوفا يقيم في جمهورية مولدوفا بطاقة هوية. يتم إصدار بطاقات الهوية المولدوفية بواسطة وزارة الداخلية.

## محتويات ونوع البطاقة
تأخذ بطاقة الهوية المولدافية الحالية شكل بطاقة بلاستيكية بحجم بطاقة الائتمان مع شريحة إلكترونية متكاملة لا تلامسية والتي يتم الاحتفاظ بالبيانات الشخصية عليها
- اسم العائلة
- اسم
- المواطنة
- الجنس
- تاريخ الميلاد
- تاريخ المسألة
- تاريخ الانتهاء
- هوية المُصدر

يحمل الجزء الخلفي من البطاقة المعلومات التالية:
- الرقم الوطني
- فصيلة دم الحامل
- مكان الإقامة
- تاريخ التسجيل في محل الاقامة

## معرض الصور

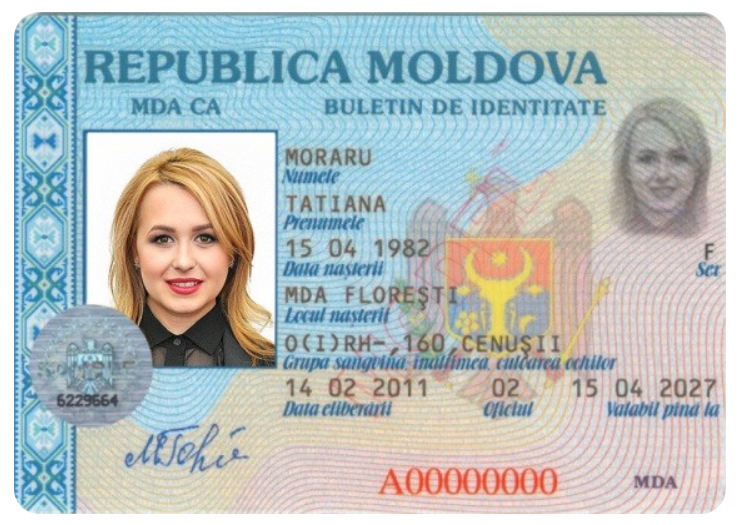
الوجه الامامي (1996 طبعة)
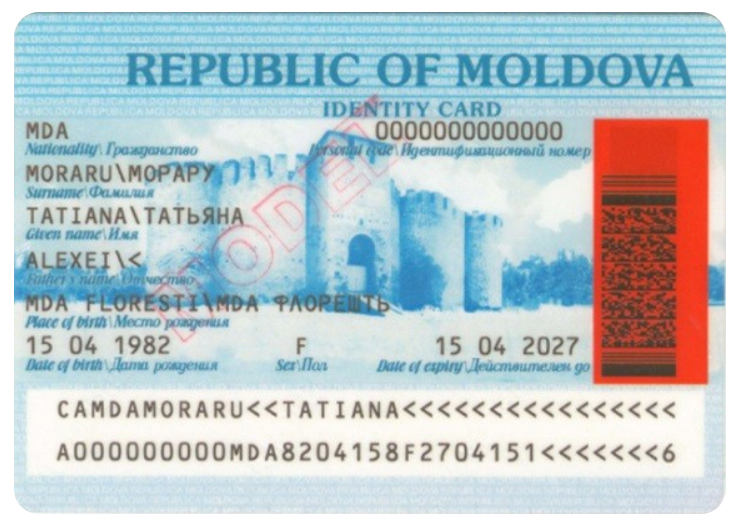
الوجه الخلفي (1996 طبعة)
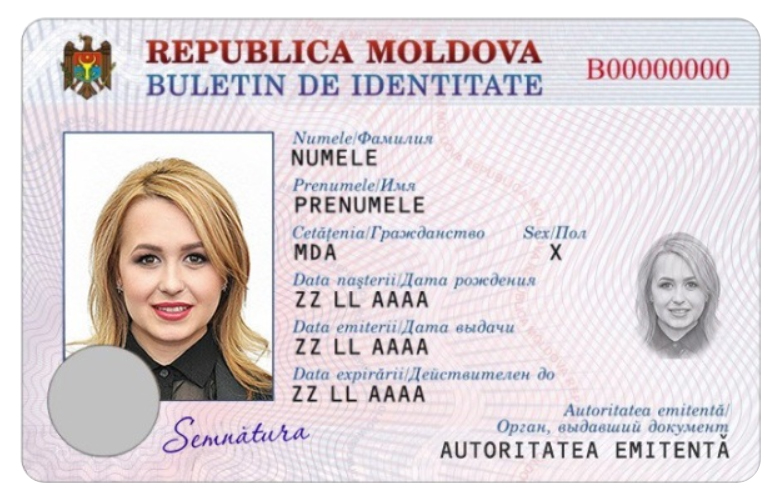
الوجه الامامي (2013 طبعة)
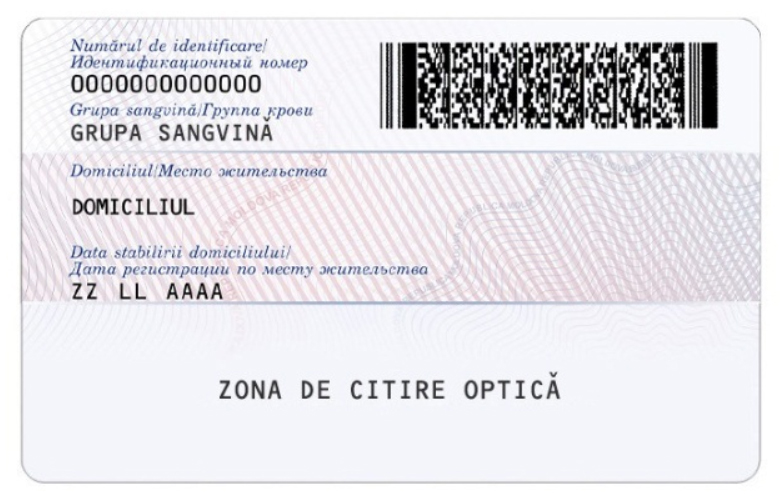
الوجه الخلفي (2013 طبعة)
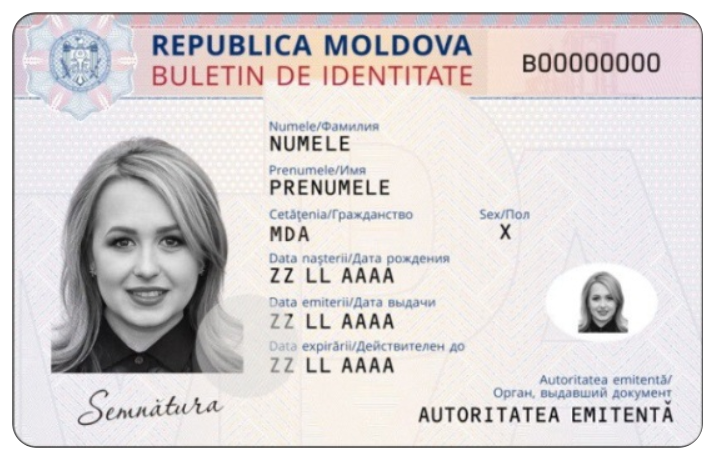
الوجه الامامي (2015 طبعة)
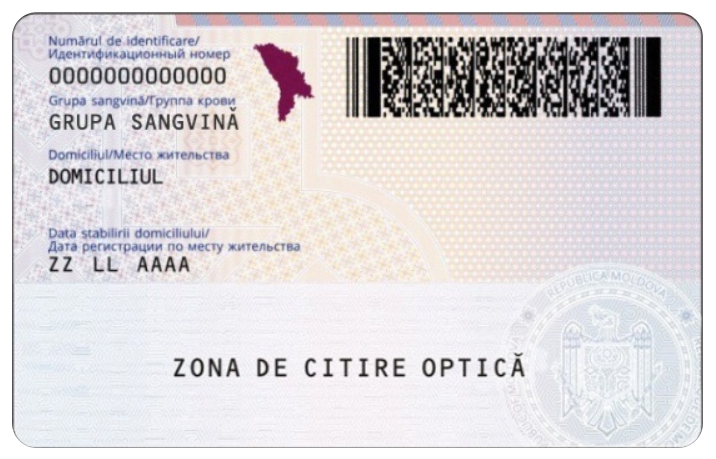
الوجه الخلفي (2015 طبعة)
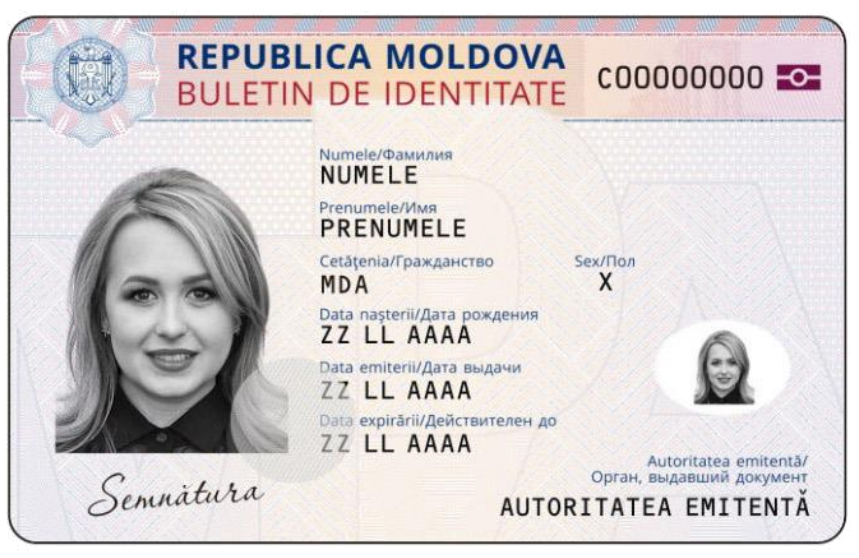
الوجه الامامي (2019 طبعة)
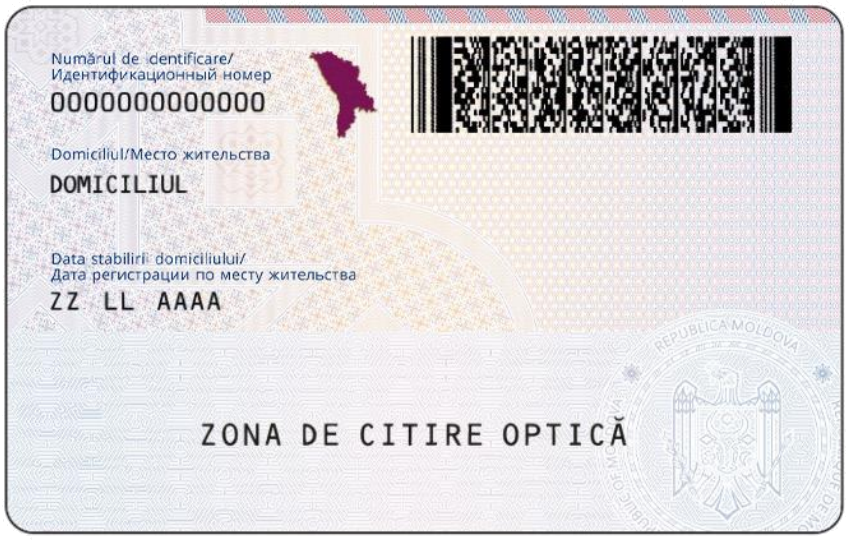
الوجه الخلفي (2019 طبعة)

## إنظر أيضا
جواز السفر المولدافي